# هاینکل هائی ۳
هاینکل هائی ۳ (به آلمانی: Heinkel HE 3) یک هواگرد تک‌باله ورزشی ساخت کارخانه هاینکل در آلمان بود. این هواگرد که در اوایل دهه ۱۹۲۰ میلادی با شکلی سنتی و به صورت زیر بال طراحی شده بود، ظرفیت سه سرنشین را داشت که در دو کابین پشت سر هم (خلبان و یک مسافر در جلو و یک مسافر دیگر هم در عقب) قرار می‌گرفتند. بال‌های خود متکی هائی ۳ ویژگی غیرمعمولی بود که در آن زمان پیشرفته به حساب می‌آمد. ارابه فرود ثابت به گونه ای طراحی شده بود که مدل چرخ دار آن با بالشتک‌های مخصوص هواپیماهای آبنشین جایگزین شود. هائی ۳ حائز نخستین جایزه پرنده‌های رده خود در نمایشگاه هوایی گوتنبُرگ سوئد در سال ۱۹۲۳ شد تا متعاقباً دو نمونه از آن به عنوان هواپیمای آموزشی برای نیروی دریایی این کشور مورد سفارش قرار گیرد که تا سال ۱۹۲۷ به خدمت خود ادامه داد.
جنس بدنه این هواگرد تماماً چوبی با پوشش پارچه ای در بخش بال‌ها بود.

## مشخصات فنی

### مشخصات عمومی
- خدمه: ۳ نفر (یک خلبان و دو مسافر)
- طول: ۷٫۲ متر
- طول بال: ۱۲٫۱ متر
- وزن خالی: ۱۰۰۰ کیلوگرم
- نیرومحرکه: یک موتور Siemens & Halske Sh 6: با توان ۱۴۰ اسب بخار

### عملکرد
- حداکثر سرعت: ۱۵۰ کیلومتر بر ساعت